# 1968년 동계 올림픽 일본 선수단
1968년 동계 올림픽 일본 선수단(일본어: 1968年冬季オリンピックの日本選手団)은 프랑스 그르노블에서 개최된 1968년 동계 올림픽에 참가한 올림픽 일본 선수단이다.

## 종목별 성적

### 스키점프
- 가사야 유키오 노멀힐 23위 라지힐 20위
- 곤노 아키쓰구 노멀힐 24위 라지힐 20위
- 아사리 마사카쓰 노멀힐 47위
- 아오치 세이지 라지힐 26위
- 후지사와 다카시 노멀힐 26위 라지힐 18위

### 아이스하키
경기 결과
9~14위 결정전
유고슬라비아  5 : 1  일본
노르웨이  0 : 4  일본
루마니아  4 : 5  일본
일본  11 : 1  오스트리아
프랑스  2 : 6  일본
대표팀 명단
- 모리시마 가쓰지
- 오쓰보 도시미쓰
- 가사이 히사시
- 아사이 이사오
- 이타바시 도루
- 사토 미치히로
- 가네이리 다카아키
- 도리야베 겐지
- 오카지마 도루
- 이와모토 고지
- 이토 미노루
- 마쓰다 가즈오
- 에비나 유타카
- 아키바 다케시
- 구도 기미히사
- 히키기 다카오
- 다카시마 마모루
- 아라키 노부히로

### 알파인스키
남자
- 기다 요시나리 대회전 실격
- 노토 쓰네오 활강 45위 대회전 40위
- 무루야마 준이치 활강 64위
- 무루야마 히토나리 활강 59위
- 사사키 도미오 대회전 47위
- 후쿠하라 요시하루 활강 54위 대회전 50위

여자
- 오쓰에 미호코 활강 34위 회전 31위 대회전 36위

### 피겨스케이팅
남자
- 고즈카 쓰구히코 21위
- 히구치 유타카 25위

여자
- 야마시타 가즈미 14위
- 오카와 구미코 8위
- 이시다 하루코 26위